# Max Pflaum

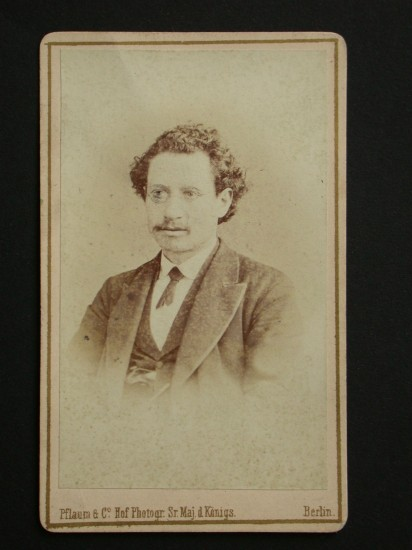
Hoffotograf Max Pflaum, vermutlich vor 1881

Max Pflaum (geb. 1830 in Rawitsch, Kreis Kröben, Provinz Posen; gest. 22. September 1885 in Friedrichshagen) war ein deutscher Fotograf.

## Lebensweg

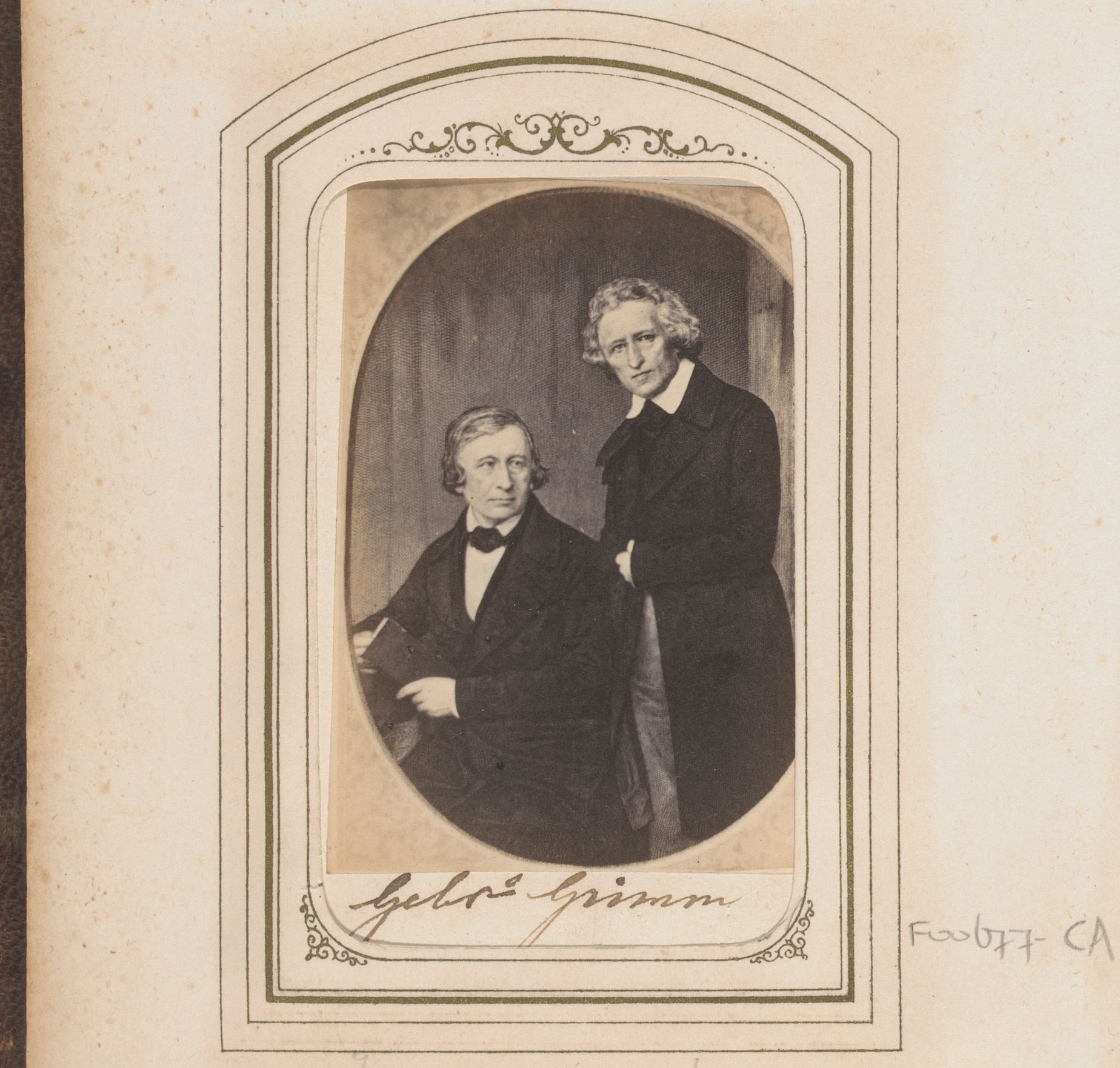
Die Brüder Jakob und Wilhelm Grimm, Foto von Max Pflaum

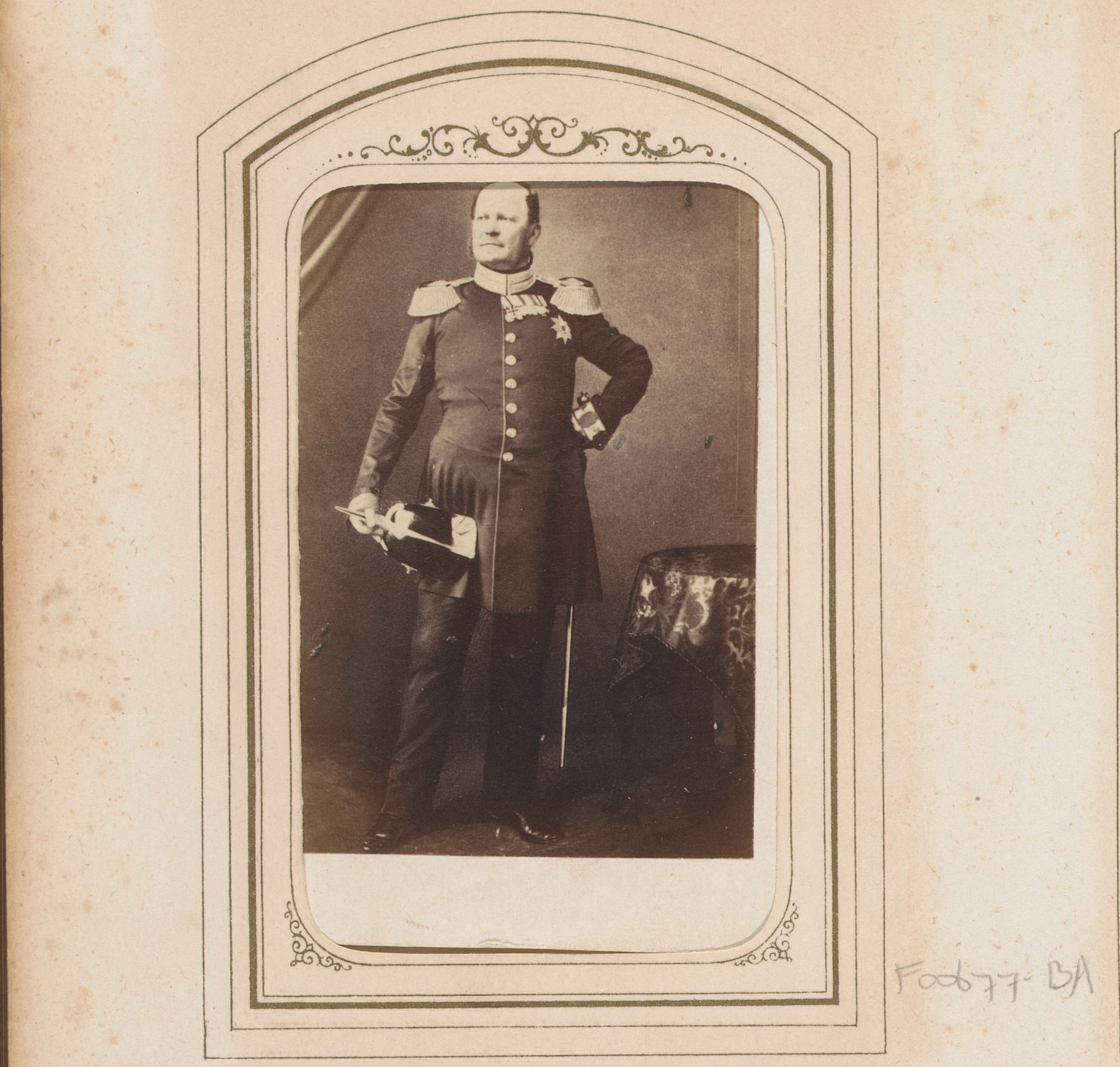
Friedrich Wilhelm IV., König von Preußen, Foto von Max Pflaum

Max Pflaum wurde 1830 als Sohn des jüdischen Schneidermeisters Salomon Pflaum und dessen Ehefrau Bräune (geb. Levy) im preußischen Rawitsch (heute Rawicz, Polen) geboren. Zeitweilig lebte Pflaum in Glogau. In diesem Städtchen wurde 1838 seine Ehefrau Henriette Seelig geboren. Die beiden ältesten Söhne des Ehepaares, Richard (1859–nach 1924) und Georg Pflaum (1860–1901), kamen ebenfalls in Glogau zur Welt; später folgten in Berlin Margarethe (1864–1942), Anna Maria (1865–1910) und Friedrich Wilhelm (1867–1935).
Anfang der 1860er Jahre kam die Familie Pflaum nach Berlin. Im Jahr 1861 eröffnete Max Pflaum ein Fotoatelier in Berlin in der Leipziger Straße 44. Am 14. Oktober 1862 gründete er, gemeinsam mit Carl Gustav Nitsche, das Photographische Institut von Max Pflaum & Co. Der Kaufmann Carl Friedrich Gustav Nitsche schied am 11. Mai 1864 aus der gemeinsamen Firma Photographisches Institut von Pflaum & Co. aus. 1865 zog das Fotoatelier Pflaum & Co. in die Königstraße 31, ab 1880 lag es in der Königstraße 57a.
Aus den Polizeiakten über Max Pflaum geht hervor, dass er „…seiner politischen Richtung nach der streng conservativen Partei“ angehört und „sich durch patriotische Gaben von nicht unbedeutendem Werthe ausgezeichnet“ habe. Erwähnt werden in diesem Zusammenhang rund „10 000 Bilder der Allerhöchsten und höchsten Herrschaften“, die Max Pflaum zu patriotischen Zwecken an verschiedene Militäreinheiten verschenkt habe.
Im Jahr 1867 erhielt Max Pflaum das Prädikat eines königlichen Hoffotografen verliehen. Zu dieser Zeit waren sieben Personen in seinem Atelier beschäftigt, dessen Jahresumsatz 10.000 Taler betrug. Achtzehn Jahre später, 1885, wurde sein Jahresumsatz auf 30.000 Mark geschätzt. Demnach ist der Umsatz des Fotoateliers Max Pflaum & Co. in den 18 Jahren von 1867 bis 1885 ungefähr gleich hoch geblieben, da der Wert eines Talers dem von drei Mark entsprach. Zum Vergleich: Das nicht kleine Atelier des Hoffotografen Albert Grundner (1825–1889) erzielte im Jahr 1888 einen Jahresumsatz von 15.000 Mark, das des Hoffotografen Adolf Halwas (1836–1919) von 18.000 Mark. Gemessen an seinem Geschäftserfolg gehörte Pflaum zur Spitze der Berliner Fotografen.
Die Rückseiten seiner Fotografien aus den Jahren zwischen 1866 und 1885 dokumentierten folgende weiteren Ernennungen und Auszeichnungen des Hoffotografen:
- Goldene Medaille des Königs von Preußen (später des Königs und Kaisers),
- Goldene Medaille für Kunst und Wissenschaft des Königs von Württemberg,
- Königlich-Schwedischer Verdienstorden,
- Goldene Medaille für Kunst und Gewerbe des Königs von Sachsen,
- Herzog Meiningsche Goldene Verdienstmedaille.

Zu Beginn des Jahres 1868 trat Max Pflaum dem 1865 gegründeten Verein für die Geschichte Berlins bei.
Am 22. September 1885 starb Max Pflaum im Alter von 54 Jahren in Friedrichshagen bei Berlin, das sich zu einem Villenvorort und beliebten Ausflugsziel entwickelt hatte, „in seiner Sommerwohnung“.

## Geschäftsnachfolge
Seine Witwe Henriette Pflaum führte zusammen mit ihrem Sohn Georg das Fotogeschäft fort. Ende des Jahres 1885 erhielten sie vom Polizeipräsidenten die Erlaubnis, alle Titel des verstorbenen Max Pflaum weiterzuführen. Georg Pflaum war nach Auslandsaufenthalten in England und Frankreich, wo er sich künstlerisch hatte ausbilden lassen, nach Berlin zurückgekehrt und war, noch zu Lebzeiten seines Vaters Max, in dessen Atelier eingetreten. Er führte das Geschäft seiner Eltern erfolgreich weiter. Im März 1891 übersandte er „Seiner Majestät dem Kaiser und König ein größeres Album mit photographischen Aufnahmen von Seinem und dem von Wildenbruch'schen Stücke ,Der neue Herr' mit der Bitte um allerhöchste Annahme“. 1891 beschäftigte Georg Pflaum zwölf Gehilfen und Gehilfinnen; er erzielte mit einem Betriebskapital von 10.000 Mark einen jährlichen Umsatz von etwa 50.000 Mark. Fotos aus dem Atelier Pflaum & Comp. waren im Jahr 1896 auf der Gewerbe-Ausstellung in Berlin-Treptow ausgestellt.
Georg Pflaum starb 1901 nach kurzem Leiden mit 41 Jahren. Henriette Pflaum überlebte ihren Sohn, sie starb am 4. November 1917 im Alter von 80 Jahren in Berlin-Schöneberg. Das Fotogeschäft war 1901 in die Leipziger Straße 73/74 umgezogen und hatte eine Filiale in der Potsdamer Straße 134a. Die Akte des Polizeipräsidenten über das Fotoatelier Pflaum wurde 1901 geschlossen.